# Josef Škvorecký
Josef Škvorecký (Náchod, 27 settembre 1924 – Toronto, 3 gennaio 2012) è stato uno scrittore ceco naturalizzato canadese.

## Biografia
Josef Václav Škvorecký nacque a Náchod, nella Boemia nord-orientale, figlio di un impiegato di banca; diplomato al gymnazium locale nel 1943, fu occupato per due anni nelle fabbriche di minuzioni Messerschmitt, nel piano di lavori forzati degli occupanti nazisti. Al termine della seconda guerra mondiale si trasferì a Praga, dove nel 1951 ottenne il dottorato in Filosofia americana.
Pubblicò il primo romanzo, Konec nylonového věku, nel 1956, e il secondo, Zbabělci (trad. it. I vigliacchi) nel 1958. Entrambi registravano la lingua parlata e descrivevano una generazione cresciuta sotto l'influsso del cinema americano e del jazz; per questo furono sottoposti a censura dal regime comunista.
Emigrò dalla Cecoslovacchia nel 1968 e trascorse più di metà della sua vita in Canada, dove continuò l'attività di scrittore. Allo stesso tempo pubblicò numerose opere letterarie di altri autori, sottoposte a censura in patria, attraverso la casa editrice 68 Publishers fondata nel 1971 insieme alla moglie Zdena Salivarová, fra cui quelle di Arnošt Lustig e Jiří Gruša. L'edizione pubblicata da Škvorecký e Salivarová de L'insostenibile leggerezza dell'essere di Milan Kundera è stata per molti anni l'unica disponibile nella lingua ceca della versione originale.
Nel 1982 fu nominato al premio Nobel per la Letteratura.
È morto a Toronto all'età di 87 anni.

## Premi
- Neustadt International Prize for Literature, 1980[7]
- Ordine del Leone bianco, 1990[5]
- Ordine del Canada, 1992[1]
- Premio della Letteratura della Repubblica Ceca, 1999[5]

## Opere selezionate

### Romanzi
- Konec nylonového věku, 1956
- Zbabělci, 1958 (trad. it. I vigliacchi, Rizzoli, 1969, Miraggi edizioni 2025)
- Lvíče, 1969 (trad. it. Leoncino, Garzanti, 1971)
- Tankový prapor, 1969
- Mirákl, 1972 (trad. it. Il miracolo, Fandango Libri, 2001)
- Prima sezóna, 1975
- Konec poručíka Borůvky, 1975
- Příběh inženýra lidských duší, 1977 (trad. it. Il racconto dell'ingegnere delle anime umane, Fandango Libri, 2010)
- Návrat poručíka Borůvky, 1980
- Scherzo capriccioso, 1984
- Nevěsta z Texasu, 1992
- Nevysvětlitelný příběh aneb Vyprávění Questa Firma Sicula, 1998
- Dvě vraždy v mém dvojím životě, 1999
- Krátké setkání, s vraždou, 1999, scritto con Zdena Salivarová
- Setkání po letech, s vraždou, 2001, scritto con Zdena Salivarová
- Setkání na konci éry, s vraždou, 2001, scritto con Zdena Salivarová
- Obyčejné źivoty, 2004

### Novelle
- Legenda Emöke, 1963
- Bassaxofon, 1967 (trad. it. Il sax basso, Adelphi, 1993)